# 三圣宫 (通海县)
通海三圣宫位于中国云南省玉溪市通海县杨广镇古城村委会小新村，距通海县城6公里。
三圣宫始建于元末，经历代重建重修，现存建筑为清初和清末所建。寺中保存下一堂（六扇）木雕槅门，出自清末滇南木雕艺术家高应美之手，有“海内第一木雕”之美誉。木雕槅门每扇高3.2米，宽0.6米，厚0.07米。红椿木，雕龙7条，牛4头，马20匹，人物149个，山石树木、楼宇宅院皆俨然如是，美轮美奂。
通海三圣宫于1993年被云南省政府公布为第四批省级文物保护单位。